# 사이고촌 (아이치현)
사이고촌(西郷村)은 아이치현 야나군에 설치되었던 촌이다. 현재의 도요하시시에 해당한다.